# Giovanni Battista Bassani
Giovanni Battista Bassani (ur. ok. 1657 w Padwie, zm. 1 października, 1716 w Bergamo) – włoski kompozytor, skrzypek i organista.

## Życiorys
Uważa się, że Bassani studiował w Wenecji pod kierunkiem Daniela Castrovillariego oraz w Ferrarze pod kierunkiem Giovanni Legrenziego. Współcześni mu historycy muzyki Charles Burney i John Hawkins przekonywali, że był nauczycielem Arcangelo Corellego, ale brak jest dowodów potwierdzających tę tezę. Wiadomo, że w latach 1677–1682 Bassani pracował jako organista w Academmia della Morte w Ferrarze, później pełnił tam funkcję kapelmistrza (w latach 1683–1712). W tym czasie był również kapelmistrzem na dworze Księcia Aleksandra II della Mirandola. Po roku 1686 działał też w Accademia Filarmonica w Bolonii, a w latach 1710–1712 w katedrze w Ferrarze. Ze względu na swój wkład do życia muzycznego Ferrary, był często nazywany Bassani z Ferrary. W roku 1712 został dyrektorem muzycznym w Basilica di Santa Maria Maggiore w Bergamo, uczył także w Kongregacji de Carita w tym samym mieście aż do śmierci.

## Twórczość
Bassani był kompozytorem wszechstronnym, trzymał się stylu szkoły weneckiej. Większość kompozycji był drukowana za jego życia, ale niewiele spośród nich zachowało się do dzisiaj.
Kompozycje:
- 12 oratoriów
- 11 oper
- motety
- msze
- psalmy
- sonaty triowe
- symfonie